# Artsvik
Artsvik Harutyunyan (armeniska: Արծվիկ Հարությունյան), född 21 oktober 1984 i Kapan i dåvarande Armeniska SSR, mer känd som Artsvik, är en armenisk sångerska och låtskrivare. Hon representerade Armenien i Eurovision Song Contest 2017 i Kiev. 
År 2013 deltog Artsvik i den andra säsongen av musiktävlingen Golos, den ryska versionen av The Voice. Hon gick dock inte vidare i tävlingen. 
År 2016 deltog Artsvik i Depi Evratesi, Armeniens nationella uttagning till Eurovision Song Contest 2017. Den 24 december 2016 utsågs hon till vinnare, och fick därmed representera Armenien i Eurovision Song Contest 2017 i Kiev.